# You Are Teddybears
You Are Teddybears – debiutancki album studyjny szwedzkiego zespołu rockowego Teddybears STHLM. Został wydany w 1993 roku nakładem wytwórni płytowej MVG. 
W 2017 album ukazał się w formacie digital download oraz winyl. 

## Lista utworów
Opracowano na podstawie materiału źródłowego. 
1. "Powertrip" – 3:11
2. "Step on It" – 1:57
3. "Goldfinger" – 3:03
4. "Silicon Sally" – 1:43
5. "At the Dentist's" – 1:10
6. "Incapacitation" – 2:16
7. "Backbite" – 2:08
8. "The Art Sucks It Up" – 3:04
9. "Move It Vomit" – 0:37
10. "Taken by Surprise" – 1:40
11. "Big Stuff" – 2:02
12. "In the Bus" – 0:59
13. "Only in America" – 3:37
14. "Global Motor Seizure" – 2:37
15. "Gimme No Producer" – 2:31
16. "Fuse" – 2:13
17. "Flyman" – 1:11

## Muzycy
Opracowano na podstawie materiału źródłowego.
- Patrik "Pat" Arve – wokal
- Klas "Klas" Åhlund – gitara
- Glenn "Glenn" Sundell – perkusja
- Joakim "Jocko" Åhlund – bass

## Notowania

### Pozycja na tygodniowej liście sprzedaży
| Kraj    | Lista                      | Najwyższa pozycja |
| ------- | -------------------------- | ----------------- |
| Szwecja | Sverigetopplistan – Albums | 35                |

## Link zewnętrzny
- Okładka albumu